# Norbert Stertz
Norbert Stertz (* 1965 in Endingen am Kaiserstuhl) ist ein deutscher Hornist und Professor an der Hochschule für Musik Detmold.

## Leben
Stertz hat seine erste Bekanntschaft mit dem Horn als Musiker bei der Stadtmusik Endingen gemacht. Er studierte an den Musikhochschulen Freiburg (bei Ifor James) und Frankfurt (bei Marie-Luise Neunecker). Schon während seines Studiums hatte er ein Engagement als Solo-Hornist im Bundesstudentenorchester Junge Deutsche Philharmonie.
Ab 1987 war Stertz als 1. Hornist in der Deutschen Kammerphilharmonie und spielte von 1989 bis 2006 als Solo-Hornist bei den Dortmunder Philharmonikern. Seit 1997 ist er Solo-Hornist in der Westdeutschen Sinfonia Leverkusen. 
Stertz war von 1993 bis 2004 Lehrbeauftragter an der Hochschule für Musik Detmold, Abteilung Dortmund und lehrte 2004/05 an der Folkwang-Hochschule Essen. Seit 2006 lehrt er als Professor für Horn an der Hochschule für Musik in Detmold in der Nachfolge von Michael Höltzel.
Ab 2008 war Norbert Stertz für sechs Jahre Prorektor der Musikhochschule und von 2009 bis 2016 künstlerischer Leiter der Detmolder Sommerakademie. 2013 und 2014 war er zudem künstlerischer Leiter des Orchesterzentrum NRW in Dortmund. Seit Januar 2020 wirkt Stertz als Gastprofessor am Konservatorium „Claudio Monteverdi“ Bozen.

## Preise
- Preisträger beim Concours international de musique de chambre in Martigny
- Preisträger beim Concours international de musique de chambre in Illzach
- Mitglied des Diaphonia-Quintett, das 1992 den Wettbewerb des Deutschen Musikrates gewonnen hat.